# Рутвен (Айова)
Рутвен (англ. Ruthven) — місто (англ. city) в США, в окрузі Пало-Альто штату Айова. Населення — 725 осіб (2020).

## Географія
Рутвен розташований за координатами 43°7′48″ пн. ш. 94°53′54″ зх. д. / 43.13000° пн. ш. 94.89833° зх. д. (43.130092, -94.898450).  За даними Бюро перепису населення США в 2010 році місто мало площу 1,08 км², уся площа — суходіл.

## Демографія
Згідно з переписом 2010 року, у місті мешкало 737 осіб у 320 домогосподарствах у складі 184 родин. Густота населення становила 680 осіб/км².  Було 364 помешкання (336/км²).
Расовий склад населення:
| - 99,1 % — білих - 0,5 % — корінних американців |

До двох чи більше рас належало 0,4 %. Частка іспаномовних становила 0,8 % від усіх жителів.
За віковим діапазоном населення розподілялося таким чином: 22,3 % — особи молодші 18 років, 51,5 % — особи у віці 18—64 років, 26,2 % — особи у віці 65 років та старші. Медіана віку мешканця становила 42,2 року. На 100 осіб жіночої статі у місті припадало 89,9 чоловіків;  на 100 жінок у віці від 18 років та старших — 85,4 чоловіків також старших 18 років.
Середній дохід на одне домашнє господарство  становив 46 228 доларів США (медіана — 39 375), а середній дохід на одну сім'ю — 53 225 доларів (медіана — 50 750). Медіана доходів становила 40 000 доларів для чоловіків та 26 250 доларів для жінок. За межею бідності перебувало 21,6 % осіб, у тому числі 41,4 % дітей у віці до 18 років та 5,5 % осіб у віці 65 років та старших.
Цивільне працевлаштоване населення становило 314 особи. Основні галузі зайнятості: освіта, охорона здоров'я та соціальна допомога — 28,0 %, виробництво — 16,6 %, роздрібна торгівля — 9,9 %, мистецтво, розваги та відпочинок — 9,2 %.